# Botswana na Mistrzostwach Świata w Lekkoatletyce 2015
Botswana na Mistrzostwach Świata w Lekkoatletyce 2015 – reprezentacja Botswany podczas Mistrzostw Świata w Pekinie liczyła 7 zawodników.

## Występy reprezentantów Botswany

### Konkurencje biegowe
| Konkurencja        | Zawodnik                                                                                     | Runda 1      | Runda 1 | Półfinał | Półfinał | Finał    | Finał   |
| Konkurencja        | Zawodnik                                                                                     | Rezultat     | Pozycja | Rezultat | Pozycja  | Rezultat | Pozycja |
| ------------------ | -------------------------------------------------------------------------------------------- | ------------ | ------- | -------- | -------- | -------- | ------- |
| Bieg na 400 m      | Isaac Makwala                                                                                | 44,19        | 3. Q    | 44,11    | 1. Q     | 44,63    | 5.      |
| Bieg na 400 m      | Onkabetse Nkobolo                                                                            | 45,17 (PB)   | 23.     | NQ       | NQ       | NQ       | NQ      |
| Bieg na 800 m      | Nijel Amos                                                                                   | 1:47,23      | 16. Q   | 1:47,96  | 17.      | NQ       | NQ      |
| Sztafeta 4 × 400 m | Nijel Amos Zacharia Kamberuka Isaac Makwala Leaname Maotoanong Onkabetse Nkobolo Pako Seribe | 2:59,95 (NR) | 9.      | —        | —        | NQ       | NQ      |

### Konkurencje techniczne
| Konkurencja | Zawodnik          | Eliminacje | Eliminacje | Finał    | Finał   |
| Konkurencja | Zawodnik          | Rezultat   | Pozycja    | Rezultat | Pozycja |
| ----------- | ----------------- | ---------- | ---------- | -------- | ------- |
| Skok wzwyż  | Kabelo Kgosiemang | 2,22 m     | 28.        | NQ       | NQ      |